# Хантау
Хантау (каз. Хантау) — село (ранее посёлок) в Мойынкумском районе Жамбылской области Казахстана. Административный центр Хантауской поселковой администрации. Находится примерно в 68 км к востоку от районного центра, аула Мойынкум. Код КАТО — 315649100. Расположен у подножия хребта Айтау.

## Население
В 1999 году население посёлка составляло 925 человек (468 мужчин и 457 женщин). По данным переписи 2009 года, в посёлке проживало 978 человек (480 мужчин и 498 женщин).